# Schans Turkeye
De Schans Turkeye (ook: Groot Turkeye) is een in 1604 aangelegde schans die behoorde tot de Passageule-Linie.Ze bevindt zich nabij de Passageule tussen Waterlandkerkje en IJzendijke.
Ze werd aangelegd door de Staatse troepen, nadat ze dit gebied hadden veroverd. De naamgeving houdt mogelijk verband met de goede relaties die de toenmalige Republiek met het Turkse Rijk onderhield (Turkije erkende de Republiek reeds in 1612), maar de precieze oorsprong van de naam is onzeker.
De nabijgelegen buurtschap Turkeye is naar deze schans, en de aldaar gelegen redoute Klein Turkeye, vernoemd.
De schans ligt aan de Passageule-Linie tussen de Schans Konstantinopel en de Jonkvrouwschans.